# Мидхат Паравлић
Мидхат Паравлић (Јања код Бијељине, 1958 – Сарајево, 3. јул 2022) био је чувени југословенски и босанскохерцеговачки радиотелевизијски спикер, водитељ, новинар и уредник.

## Биографија
Мидхат Мидо Паравлић је рођен је у Јањи код Бијељине, 1958. године, од оца Јусуфа и мајке Рабије. Браћа су му Фарук и Хусеин.
Цио радни вијек је провео у новинарству. Новинарски и спикерски посао почео је у Радио Сарајеву, а наставио на Телевизији Сарајево. Радио је за многе медијске куће, а остаће упамћен по бројним успјешним пројектима (информативне емисије, колажне емисије, документарна остварења) које је обиљежио својим упечатљивим гласом. Јавност у бившој Југославији памтиће га као водитеља емисије Знање имање и, уз Душка Ољачу и Ринка Голубовића, једног од најбољих спикера Телевизије Сарајево.
Током рата борави у Шведској, гдје учествује у оснивању Радија Глас Босне и Херцеговине. Након рата, једно вријеме је био спикер на БХРТ-у. Након тога један је од оснивача и сувласника (скупа са Џемалудином Латићем и Неџадом Ибришимовићем) Бошњачке радио-телевизије (БРТ), касније Телевизије Бехар из Сарајева, чији је био директор и главни и одговорни уредник.
За потребе слијепих и слабовидних особа прочитао је 14 књига и свој глас уткао у аудио-књиге.
Преминуо је у Сарајеву, 3. јула 2022. године, а сахрањен је 6. јула 2022. на гробљу Ковачи у Храсници. Иза себе је оставио супругу Мирсаду, ћерку Тамару и синове Озрена и Бењамина.